# Euctenurapteryx
Euctenurapteryx là một chi bướm đêm thuộc họ Geometridae.

## Các loài
- Euctenurapteryx fumosa
- Euctenurapteryx jesoensis
- Euctenurapteryx laeta
- Euctenurapteryx luteiceps
- Euctenurapteryx maculicaudaria
- Euctenurapteryx paralellaria
- Euctenurapteryx xenos